# Sarcophage du passage de la mer Rouge d'Arles

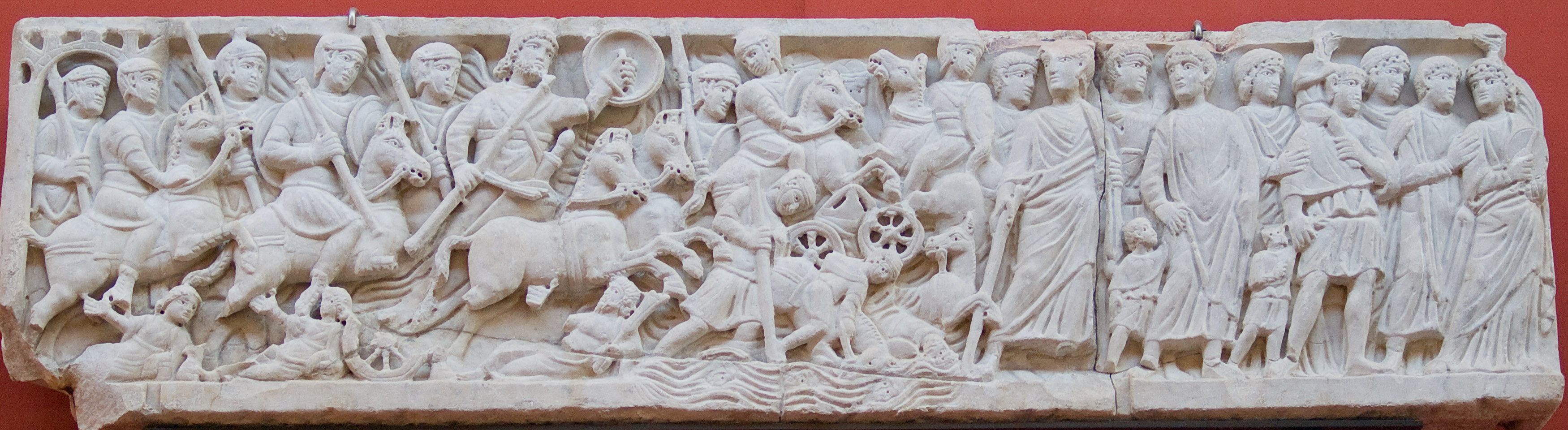
Sarcophage paléochrétien du passage de la mer Rouge, Arles, fin du IVe siècle.

Le sarcophage de la mer Rouge d'Arles est un sarcophage paléochrétien de la fin du IVe siècle, conservé au Musée de l'Arles et de la Provence antiques, représentant l'épisode biblique de l’Exode de la fuite du peuple hébreu d’Égypte. 
Il existe un autre exemplaire de sarcophage dit de la mer Rouge à Arles. Ce second sarcophage qui se trouve dans l'ancienne cathédrale de Saint-Trophime, présente quelques différences avec celui du musée.

## Description
Ce sarcophage en marbre de Carrare est long de 2,17 m pour une hauteur de 0,47 m. Il fut donné en 1570 au Président au Parlement François de Pérussis, baron de Lauris. Il est décoré sur ses quatre côtés, dont trois traitent l'épisode du passage de la mer Rouge, du départ des Hébreux et de la chute des cailles. La face postérieure portait un simple décor de deux panneaux de strigiles séparés par une mandorle et encadrés aux extrémités par des pilastres cannelés à chapiteaux composites.

## Le thème du passage de la mer Rouge
La façade du sarcophage porte une représentation développée du passage de la mer Rouge, qui se lit de gauche à droite. À l'extrémité droite, le peuple hébreu en fuite, qui vient de traverser la mer, est guidé par la colonne de flammes envoyée par Yahvé. Le premier personnage est Marie la Prophétesse, la sœur de Moïse qui préfigure la Vierge. Elle sonne du tympanon. Dix personnages la suivent, qui représentent le peuple hébreu : cinq hommes, deux femmes et trois enfants. Le motif des Hébreux tenant par la main leurs enfants est une allusion au texte biblique (Exode, XIII, 14). On n'y trouve pas deux autres détails fréquents dans les représentations de cet épisode (la fresque de la synagogue de Doura Europos ou l'enluminure du Psautier de Paris), l'allusion au pain sans levain ou même à l'argenterie prise aux Égyptiens.
Le dernier personnage de la partie droite n'est autre que Moïse, vêtu à la grecque (chiton et himation), tourné vers la gauche, tenant dans sa main droite son bâton baissé, dans l'acte de faire se refermer les flots de la mer Rouge.
Le centre de la scène est occupé par la noyade de l'armée égyptienne dans la mer Rouge, représentée par un amas de figures entremêlées où se distinguent la caisse et les roues d'un chariot, trois cavaliers casqués et un cheval, ainsi qu'un égyptien démonté.
Sur la rive gauche de la mer, se tient le reste de l'armée égyptienne menée par un Pharaon, debout sur son char, tête nue, brandissant une lance et un bouclier. Une cavalcade de cinq soldats le suit, émergeant d'une porte fortifiée, figurant probablement Baal Tsephon, la ville d'où les Égyptiens partent à la poursuite des Hébreux.
Sous l'armée égyptienne, trois petits personnages sont représentés, étendus, le bras levé dans un geste de présentation. Il s'agit, de gauche à droite, des allégories de l'Égypte, de la Terre et de la mer Rouge.

## L'exemplaire de Saint-Trophime

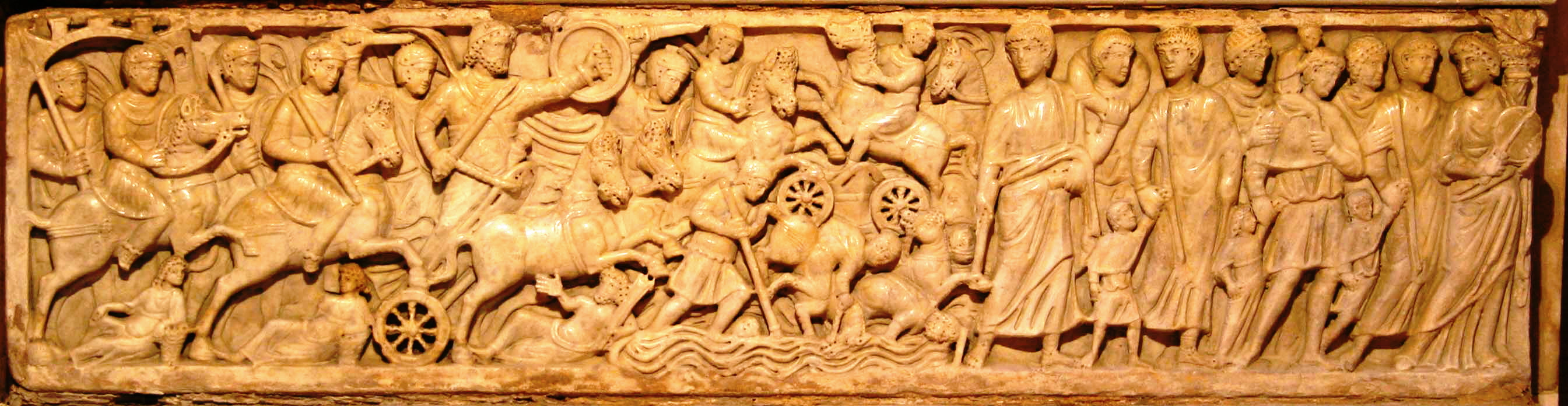
Sarcophage paléochrétien du passage de la mer Rouge, Arles, Saint-Trophime, chapelle Saint-Genès, fin du IVe siècle.